# Robert Leimbach
Hugo Karl Robert Leimbach (* 17. März 1876 in Heidelberg; † 22. August 1914) war ein deutscher Chemiker.

## Leben
Während seines Studiums wurde er im Wintersemester 1894/95 Mitglied der Burschenschaft Vineta Heidelberg. 1900 wurde er in Heidelberg promoviert. Leimbach war Schüler von Otto Wallach an der Georg-August-Universität Göttingen – ebenso wie Otto Lampe, der Teilhaber der Fabrik E. Sachsse & Co., für die Leimbach 1901–1902 arbeitete. Hier wurde das ätherische Öl der Samen von Monodora grandiflora (Jamaika-Muskatnuss) dargestellt. In einer Festschrift auf Wallach berichtete er 1909 davon.
Als Mitarbeiter von Theodor Curtius in Heidelberg arbeitete er über das Hydrazid der Brenzschleimsäure. 1910 ließ er in der Sammlung „Monographien über chemisch-technische Fabrikationsmethoden“ mit Konrad Bournot das Werk „Die ätherischen Öle“ erscheinen (für diejenigen, denen das klassische Standardwerk von Gildemeister und Hoffmann zu umfangreich ist).
Im Januar 1909 heiratete er in Heidelberg Helena Jacoba Susanna van Oordt (1875–1954) aus Karlsruhe. Er war erster Vorsitzender der Deutschen Großloge (E.V.) des Neutralen Guttempler-Ordens. Er starb im Ersten Weltkrieg als Oberleutnant der Landwehr I am 22. August 1914.

## Veröffentlichungen
- Über das Hydrazid der Brenzschleimsäure. Dissertation Universität Heidelberg 1900.
- Die ätherischen Öle. Eine kurze Darstellung ihrer Gewinnung und ihrer Untersuchung, eine Zusammenstellung ihrer wichtigsten Merkmale. Halle a. S. 1910